# Павлюченков, Виктор Владимирович
Виктор Владимирович Павлюченков (30 апреля 1963 — 31 января 2021) — советский и российский актёр, режиссёр, сценарист, каскадёр и автор-исполнитель

## Биография
Виктор Павлюченков родился 30 апреля 1963 года в Москве. В 1990 году окончил ГИТИС. Являлся членом ассоциации каскадёров России и членом Союза кинематографистов России. Являлся автором-исполнителем песен. Работал сценаристом телевизионных передач телеканалов: РЕН ТВ, РТР и ТВ Центр.
Виктор Владимирович Павлюченков скоропостижно скончался в Москве на 58-м году жизни 31 января 2021 года. Коллеги артиста предполагают, что к его смерти могут быть причастны третьи лица.

## Каскадёр
- 1991 — Ущелье духов
- 2006 — Офицеры
- 2008 — Русичи
- 2008 — 12
- 2008 — Пятница
- 2008 — Никто не знает про секс — 2
- 2008 — Застава Жилина
- 2009 — Офицеры 2

## Фильмография
- 1988 — Стукач — Сергей Готов
- 1991 — Ущелье духов
- 2006 — Моя прекрасная няня
- 2007 — Атаман — Егоров
- 2007 — Сыщик Путилин
- 2008 — Апостол — Кондаков
- 2008 — Батюшка — Роман Малышев
- 2008 — Застава Жилина — Трушкевич
- 2009 — «Раскол» — мужик-заговорщик
- 2010 — Всем скорбящим радость — священник